# Aguja Dorada

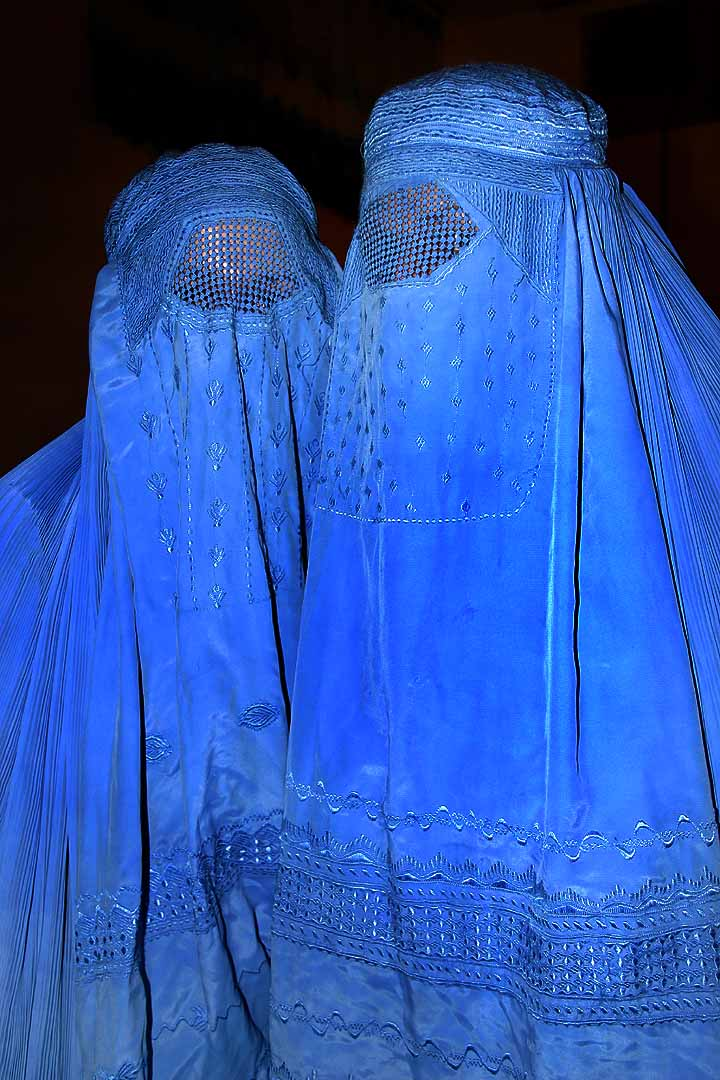
Mujeres vestidas con burka en el norte de Afganistán

Aguja Dorada fue una escuela de costura  clandestina para mujeres en Herat, Afganistán, que surgió durante el régimen talibán, porque a las mujeres no se les permitía tener educación bajo la estricta interpretación de la ley islámica practicada por los talibanes durante su gobierno entre los años 1996 y 2001.
Mujeres escritoras pertenecientes al "Círculo Literario del Corazón" crearon un grupo llamado "Círculo de costura de Herat", que luego fundaría la Escuela de costura Aguja Dorada aproximadamente en 1996.
Las mujeres visitaban la escuela tres veces a la semana, aparentemente para coser, pero en cambio escuchaban conferencias impartidas por profesores de literatura de la Universidad de Herat. Los niños que juegan afuera alertarían al grupo si la policía religiosa se acercara, dándoles tiempo para esconder sus libros y recoger el equipo de costura. Herat pudo haber sido el área más oprimida bajo los talibanes, según Christina Lamb, autora de The Sewing Circles of Herat (Los círculos de costura de Herat), porque era una ciudad culta y principalmente  Chiitas, a lo que se opusieron a los talibanes. Ella le comentó en una entrevista a Radio Free Europe:

Llegarían en sus burkas con sus bolsas llenas de material y tijeras. Debajo tendrían libretas y bolígrafos. Y una vez que entraran, en lugar de aprender a coser, en realidad estarían hablando sobre  Shakespeare y James Joyce,  Dostoyevsky y su propia escritura. Era un riesgo tremendo lo que estaban tomando. Si hubieran sido atrapados, habrían sido, al menos, encarcelados y torturados o tal vez ahorcadas.